# Михаил Тарханиот
Михаи́л Палеоло́г Тарханио́т  (греч. Μιχαήλ Παλαιολόγος Ταρχανειώτης) — византийский аристократ из семьи Тарханиотов и полководец, воевавший против турок в Малой Азии и анжуйцев на Балканах с 1278 года до своей смерти в 1284 году.
Михаил Тарханиот был сыном Никифора Тарханиота, великого доместика никейского императора Иоанна III Дуки Ватаца (1221—1254) и Марии-Марфы Палеологини, старшей сестры императора Михаила VIII Палеолога (1259—1282). Его семья поддерживала приход к власти Палеологов в 1259 году, и новый император вознаградил Михаила и его братьев: они стали жить в императорском дворце, Михаил и его брат Андроник получили высшие звания протовестиария и великого коноставла соответственно. Их третий брат, Иоанн, стал полководцем.
В первый раз Михаил появляется в исторических хрониках в связи с его участием в 1262 году в кампании против Эпирского царства под командованием своего дяди, Иоанна Палеолога. В 1278 году Михаил Тарханиот был возвышен до звания великого доместика. Тарханиот сопровождал своего двоюродного брата, соимператора Андроника II Палеолога (1282—1328) в его экспедиции против турок в Малой Азии. В результате этого успешного похода турки были отброшены за реку Большой Мендерес. По приказу Андроника II, Михаил перестроил, укрепил и вновь заселил город Траллы, который юный правитель собирался переименовать в свою честь. Несколько лет спустя, однако, плохо снабжаемый город был захвачен эмиром Ментеше.
Весной 1281 года Тарханиот повёл византийскую армию в поход по освобождению города Берат в Албании, осаждённого анжуйской армией. Войска Тарханиота захватили военачальника противника, Гуго Сюлли, а его армию обратили в бегство. В честь этого Михаилу был устроен триумф по возвращении в Константинополь и предложен титул цезаря, от которого тот отказался. В 1283/4 году Андроник II отправил Михаила в поход против Иоанна I Дуки в Фессалию. При поддержке флота им был захвачен город Деметриас, однако из-за вспыхнувшей эпидемии погибло много солдат и сам Тарханиот. В результате византийцы были вынуждены отступить.
Михаил Тарханиот женился до 1262 года на Марии, дочери великого дуки Алексея Дуки Филантропена. У них было трое детей: не известный по имени сын, достигший звания протосеваста, дочь, вышедшая замуж за Алексея Рауля, и знаменитый полководец и мятежник Алексей Филантропен.